# Deoksugung

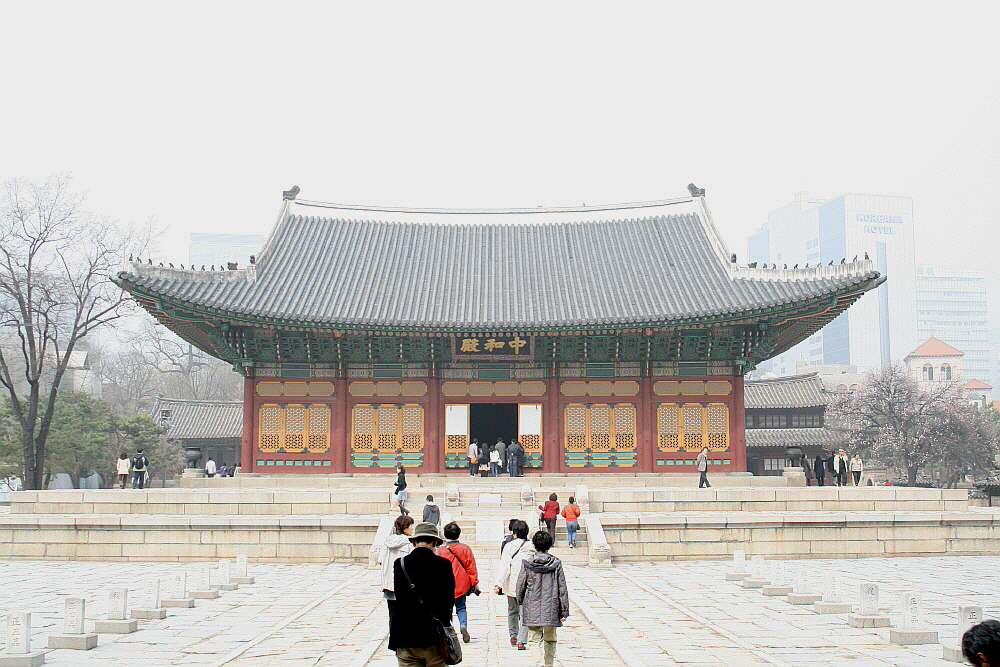
Deoksugung

Deoksugung (Paleis van Deugdzaam Lang Leven) is een paleiscomplex in de Zuid-Koreaanse hoofdstad Seoel.
Op het paleisterrein staat een standbeeld van koning Sejong de Grote, die regeerde van 1418 tot 1450 en vooral bekend is geworden vanwege zijn introductie van het Koreaanse Hangul-alfabet. Van oorsprong was het paleis het onderkomen van prins Wolsan, de oudere broer van Sejong. In 1608 werd Gwanghaegun er tot koning gekroond. Hij gaf het gebouw in 1611 de naam Gyeongungung. Van 1618 tot 1897 heette het paleis Seogung. 
Later doopte keizer Gojong het vervolgens weer om tot Gyeongungung. Toen Gojong afstand deed van de troon kwam het paleis in handen van zijn zoon Sunjong, die het de naam Deoksugung gaf, als eerbetoon aan het leven van zijn vader.
Het Deoksu Paleis bevat twee gebouwen in Europese bouwstijl, met Ionische en Korinthische zuilen. Daar is tegenwoordig het Museum van Moderne Kunst gevestigd. De paleistuinen zijn beroemd vanwege de pioenrozen die in mei en juni in bloei staan.